# Hans Jakob von Ettlingen

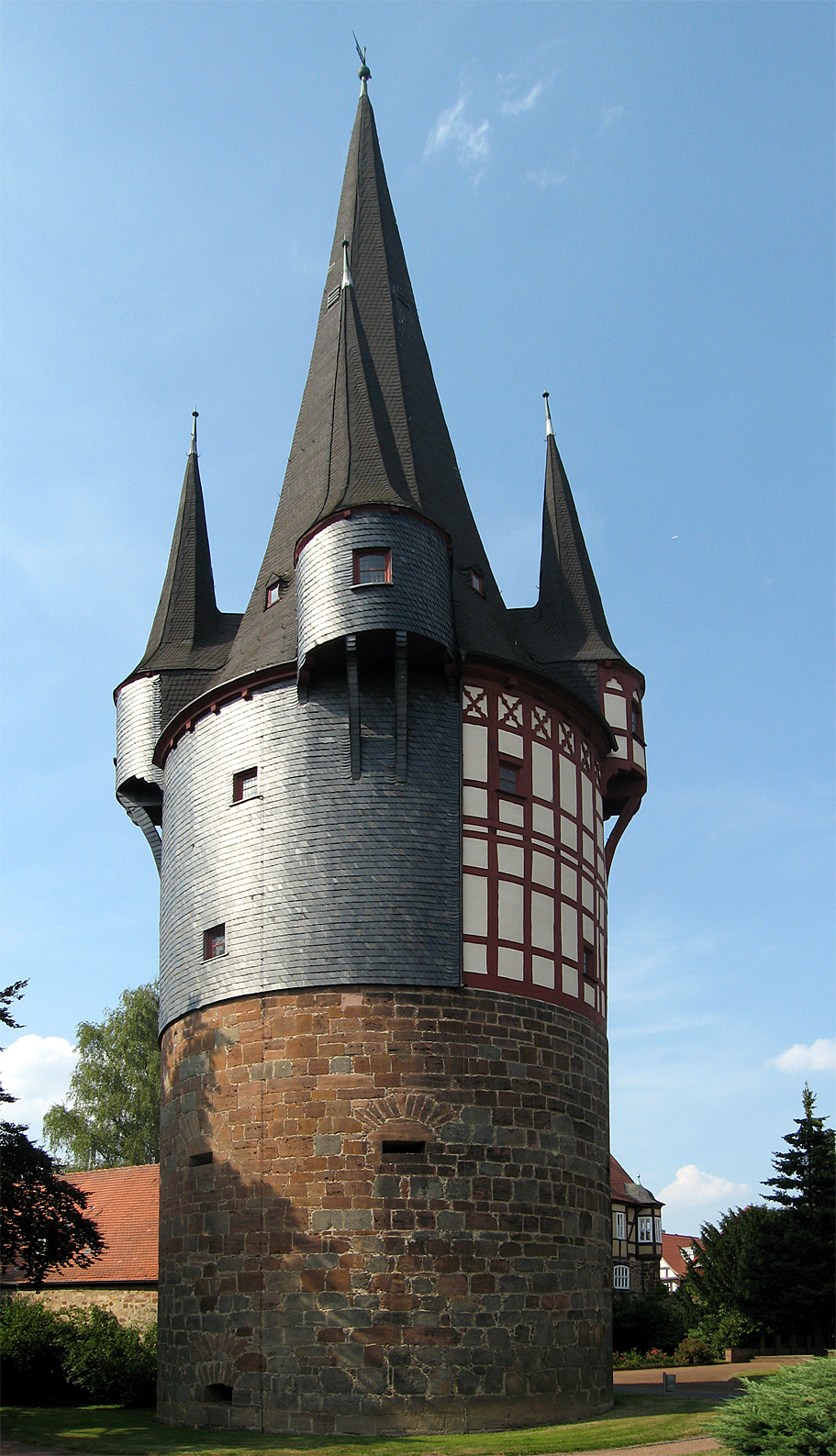
Hans Jakob von Ettlingen: Der ab 1481 Junker-Hansen-Turm in Neustadt

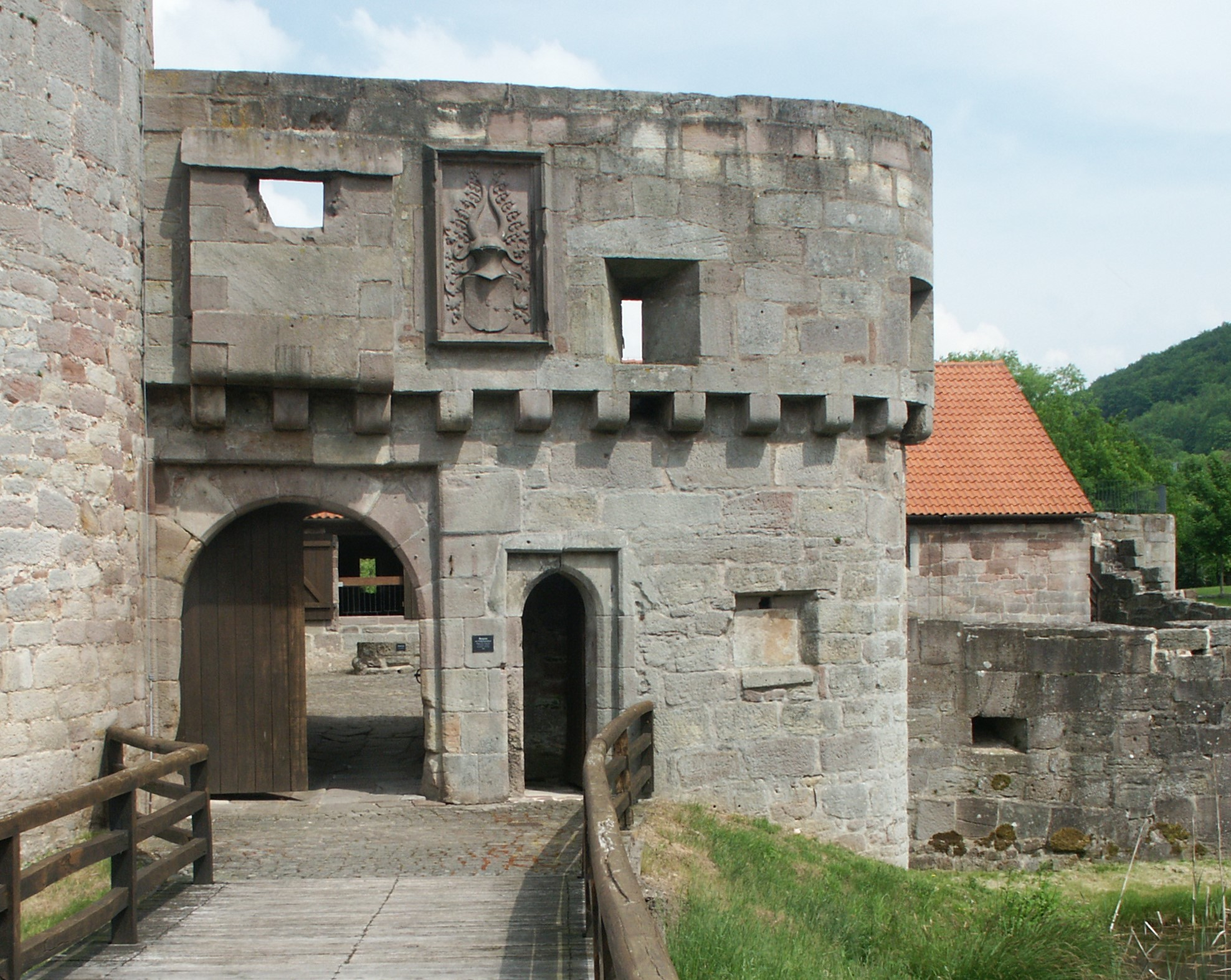
Hans Jakob von Ettlingen: Torbau der Wasserburg Friedewald ab 1474

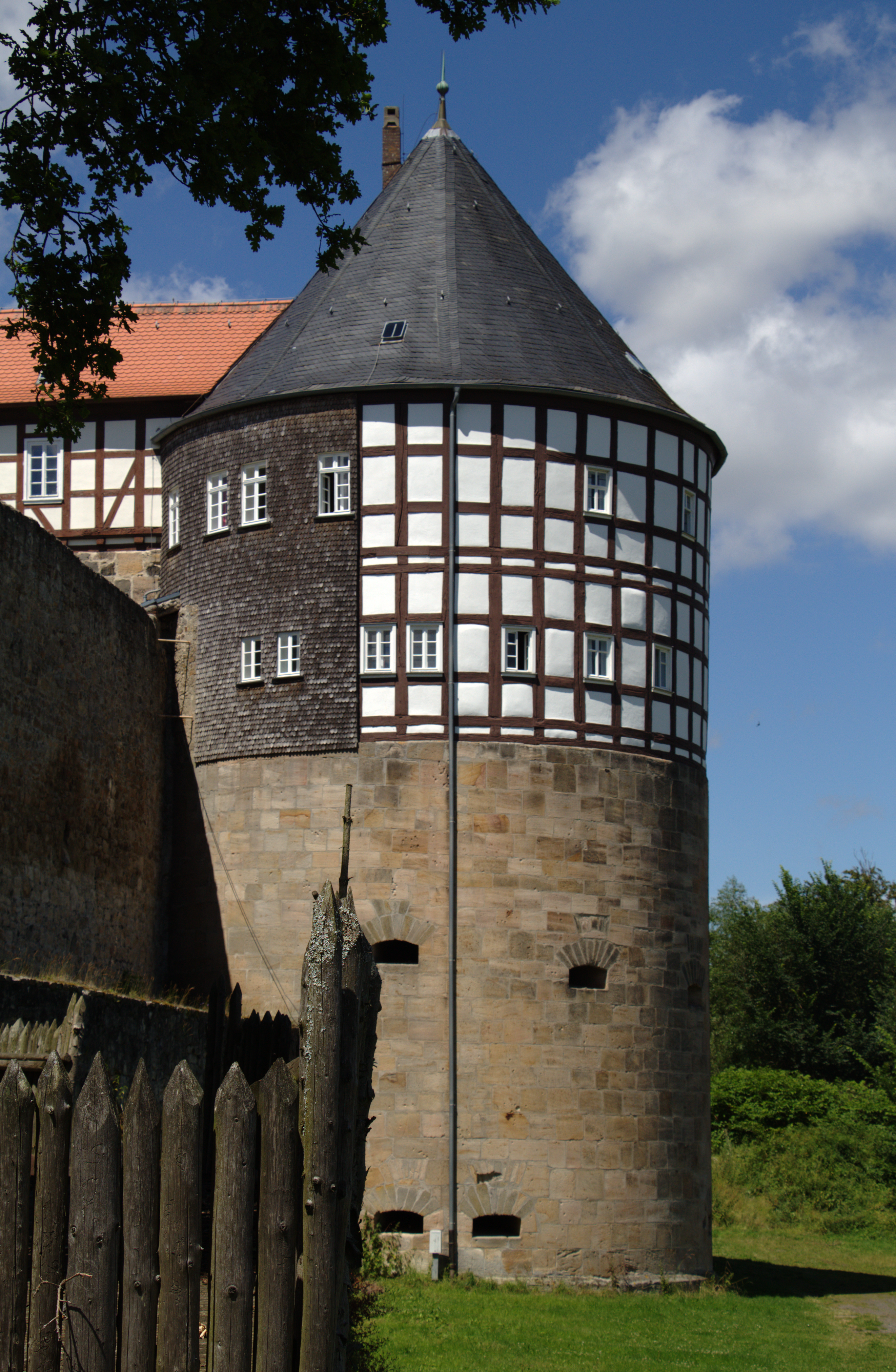
Hans Jakob von Ettlingen: Batterieturm der Burg Herzberg ab 1480

Hans Jakob von Ettlingen, auch die Namensformen Jakob Notlingen, Otlingen, Itlingen, Eptlingen und Etlingen sind für ihn beurkundet, (* um 1440 vermutlich in Württemberg; † 1507 in Ziegenhain) war hessischer Hofbaumeister in Diensten der Landgrafen Heinrich III., Wilhelm III. (bzw. dessen Statthaltern) und Wilhelm II.

## Leben
Viel Wissen über diesen Baumeister ist verloren gegangen. Dies liegt zum Teil daran, dass offenbar frühere Generationen Planungs- und Bauunterlagen als wertlos erachteten, sodass es in den Archiven keine entsprechenden Urkunden mehr gibt. Anders sieht es bei Rechnungen aus, die noch in größerem Umfang vorhanden sind. Hieraus ergeben sich heute im Wesentlichen unsere Kenntnisse über Hans Jakob von Ettlingen. Alles Weitere ist daher nur über kausale Zusammenhänge und architektonische Vergleichsarbeit wieder zu ermitteln.

### Name und Lebensdaten
Über seinen Geburtsort können nur Mutmaßungen angestellt werden. Im Jahre 1499 wurde ein anderer Baumeister mit dem Nachnamen „von Ettlingen“, Dombaumeister in Diensten der Stadt Frankfurt. Dieser Jakob Bach von Ettlingen war auch einige Zeit in den Diensten von Philipp von Hessen. Von Jakob Bach ist bekannt, dass er auf Empfehlung von Pfalzgraf Friedrich I., der Stadt und des Bistums Worms, nach Frankfurt kam. Analog dazu wird angenommen, dass dies auch bei Hans Jakob um das Jahr 1470 der Fall sein könnte. 
Die Herkunft aus dem Einflussbereich des Pfalzgrafen Friedrich I. ist daher wahrscheinlich. Geht man davon aus, dass das „von“ in dem Namen Ettlingens als eine Herkunftsbezeichnung zu verstehen ist, so könnte es sein, dass Hans Jakob aus Ettlingen kam, weil er dort in Diensten des Pfalzgrafen Friedrich I. stand. Dies wurde dann bei seiner Ankunft in Hessen, in seinen Namen übernommen. Abgeleitet von seinem Namen Ettlingen, kommt aber auch Otlingen (hieß im Mittelalter Etlingen) bei Kirchheim unter Teck als Herkunftsort in Frage. Auch sein Siegel, auf dem ein liegendes Hifthorn abgebildet ist, könnte als Herkunftszeichen gedeutet werden. Hier läge es dann nahe, die Städte Neuffen und Urach in Betracht zu ziehen.
Sollte Hans Jakob von (N)Otligen aber aus Otlingen gekommen sein, könnte das „von“ ein Adelsprädikat sein und er könnte aus dem dort verbrieften Ortsadel entstammen. Verschiedentlich wird er in Rechnungen mit dem Titel „Junker“ erwähnt und im Revers der Bestallung zum Baumeister und Diener auf Lebenszeit, aus dem Jahre 1482, wurde in Erwägung gezogen, dass er die Burg Hauneck zum Lehen erhalten sollte. Wenn er Bürgerlicher war, war dies entweder seinem sehr hohen Ansehen am landgräflichen Hof geschuldet, oder es könnte auf seine Herkunft aus schwäbischem Niederadel hinweisen.
Auch sein Geburtsjahr ist nicht bekannt, lediglich sein Todesjahr ist bekannt. Bei dem, nach Quellenlage geschätzten Alter von etwa 70 Jahren, ermittelt man ein Geburtsjahr um 1440.

### Biografie im Lichte der Zeitumstände
Landgraf Heinrich III. von Hessen, der über das „Land an der Lahn“ regierte, lag lange Zeit mit seinem Bruder, Landgraf Ludwig II., der in Niederhessen regierte, in Fehde. Diese Fehde wurde erst 1470 durch einen Vertrag am „Spieß zu Kappel“ (heute in Frielendorf) beigelegt. Bald darauf begann Heinrich III., seine Burgen entlang der niederhessischen Grenze auszubauen.
In dieser Zeit kam Ettlingen nach Hessen. Im Jahr 1471 bekam er das erste Mal Geld und Naturalien aus der Renterei Ziegenhain ausgezahlt. Man schließt daraus, dass er um 1470 in die Dienste des Landgrafen Heinrich III. von Hessen kam und ihm ein Hof neben der Ziegenhainer Burg zugewiesen wurde. Zuerst erhielt er einen Jahreslohn von 15 Albus im Monat.
1474 war Ettlingen im Auftrag der Stadt Köln in Deutz. Zu dieser Zeit war Landgraf Hermann IV. von Hessen Erzbischof von Köln und damit in die Neusser Fehde verwickelt. Heinrich III. beorderte Ettlingen wohl für einige Monate nach Deutz, wo er die Stadtbefestigung errichtete. Dies ist bekannt, da ein Brief von der Stadt Köln an den Landgrafen erhalten ist, in dem Köln darum bat, den Baumeister noch einige Zeit in Diensten der Stadt zu lassen. Dies wurde von Heinrich wohl abgelehnt. Nach einer Neußer Kriegsrechnung reiste Ettlingen am 3. September 1474 nach Friedewald in Hessen ab. Ettlingen war dann von 1474 bis 1476 in Friedewald. Laut einer Kopie einer Bestallung aus der Ziegenhainer Renterei erhielt er im Jahr 1476 ein Gehalt von 16 Albus und Naturalien (Korn, Hafer und Mohn).
Durch Eheschließung kam Heinrich III. im Jahr 1479 in den Besitz der Grafschaft Katzenelnbogen und erhielt damit auch den Rheinzoll (St. Goarer Doppelzoll). Ab dieser Zeit ließ er gleichzeitig an den Burgen in Friedewald, Hauneck, Herzberg, Neustadt, Marburg, Wolkersdorf, Ziegenhain, Vacha, Schweinsberg, Hermannstein, Ockstadt und Friedberg bauen. In dieser Zeit war Ettlingen an vielen der oben genannten Burgen beschäftigt. Bei den letzten vier Burgen kann die Beteiligung von Ettlingen nur vermutet werden. Er war viel mit der Planung der Neu- und Umbauten beschäftigt, so war er wohl nicht bei jedem Bau anwesend. Ab dem Jahr 1479 bekam Ettlingen 20 Albus, dazu 1 Kuh, 4 Hämmel, 1 Schwein, 4 Gänse und 10 Hühner, 12 Motte Korn und 16 Motte Hafer.
Öfters befand sich Ettlingen im Gefolge des Landgrafen, so 1479 bei der Übernahme der Grafschaft Katzenelnbogen. Im Auftrage des Landgrafen war er auch öfter auf Reisen, so war er im April 1479 in Erfurt, 1492 in Heidelberg und 1504 bekam er Beschlaggeld in Zwingenberg.
Vom 19. November 1482 ist das Revers der Bestallung zum Baumeister und Diener auf Lebenszeit erhalten. An dieser Urkunde hängt auch das Siegel von Ettlingen, mit dem liegenden Hifthorn. Mit dieser Bestallung wurden seine Bezüge auf 20 Albus. festgesetzt. An Naturalien bekam er 16 Viertel Korn, 20 Viertel Hafer, 2 Schweine, eine Kuh, 6 Hämmel, 10 Hühner, 8 Gänse, 4 Metzen Mohn, 1 Fuder Bier, 10 Fuder Holz, 1 Fuder Stroh, Hofkleidung halbjährlich, eine Wiese zu 3 Fuder Heu, einen Dienstpflug, einen Garten zu seinem „Muskrute“, freie Kost und "Futterung" auf Dienstreisen und Ersatz bei Pferdeschaden.
Um 1482 arbeitete Ettlingen wohl auch für den Hersfelder Abt Damian von Knoblauch, wofür er mit einem halben Gut zu Obergrenzebach und einem halben Gut zu Grenzebach (genannt das „Foißgut“) belehnt wurde. Nach der Quellenlage ist nicht mehr ermittelbar, an welchen Bauten er für den Abt arbeitete.
Als Heinrich III. 1483 starb, übernahm Erzbischof Hermann IV. von Hessen die Vormundschaft über den unmündigen Sohn Wilhelm III. Die Regierungsgeschäfte lagen hauptsächlich in den Händen von vier Statthaltern, darunter der Hofmeister Hans von Dörnberg und der Hofmarschall Johann Schenk zu Schweinsberg.
Ab 1483 war Ettlingen Amtmann in Hauneck und ab 1489 wurde er zum ersten Mal als Vogt auf Hauneck erwähnt. Diese Ämter hatte er bis 1494 inne. In dieser Zeit wohnte er auch mit seiner Familie auf der Burg. Nach Ettlingen wurde Engelhart von Buchenau als Vogt auf Hauneck eingesetzt. Ettlingen bezog daraufhin wohl wieder seinen Hof neben der Ziegenhainer Burg. Zur Entschädigung wurde er mit einem halben Gut zu Herzhausen bei Treysa belehnt.
Als Wilhelm III. 1489 die Nachfolge seines Vaters antrat, waren die oben genannten Bauvorhaben weitgehend abgeschlossen. In den 1490er Jahren arbeitete man noch an den Befestigungsanlagen von Ziegenhain und Rüsselsheim.
Nach dem Tode Wilhelm III. um 1500 wurde das „Land an der Lahn“ wieder von der Hauptlinie der hessischen Landgrafen unter Wilhelm II., „der Mittlere“ regiert. Nach Quellenlage war Ettlingen ab dieser Zeit nicht mehr als Baumeister tätig. Ettlingen erhielt jedoch seine Bezüge bis zu seinem Tode in gleicher Höhe weiter, somit ist eine Tätigkeit für Wilhelm II. auch nicht völlig auszuschließen. Ettlingen starb 1507 in Ziegenhain.

### Familie
Ettlingen war verheiratet und hatte drei Kinder, die in einer Verkaufsurkunde erwähnt werden. In ihr verkaufen seine Kinder Rudolf, Hans, und Ursula im Jahr 1520 den Herzhäuser Besitz und den Ziegenhainer Hof. Eins dieser Kinder wurde 1481 getauft. Dies ist bekannt, da der Landgraf zu diesem Ereignis den Wein stiftete. Hans, wohl sein ältester Sohn, wurde Soldat und bewarb sich 1495 vergeblich um die Stellung eines Söldnerhauptmannes in Frankfurt.

## Werk
Die Burgen, an denen Ettlingen gearbeitet hat, wurden nur etwa hundert Jahre später wegen der fortschreitenden Waffentechnik umgebaut. Entweder wurden sie zu einem Schloss umgebaut, bei dem die Verteidigungsanlagen zurückgebaut oder ganz abgetragen wurden und die Gebäude repräsentativ und stilistisch der Zeit angepasst wurden, oder sie wurden zu den so genannten Landfestungen (zum Beispiel Wasserfestung Ziegenhain) ausgebaut, die der Waffentechnik angepasst wurden. Viele der anderen kleineren Burgen waren nach Ettlingens Zeit nur noch Amtssitze und wurden nur notdürftig instand gehalten, bis sie spätestens im Dreißigjährigen Krieg zerstört wurden. 
Seine erste Arbeit war der festungsartige Ausbau der Wasserburg Friedewald und des Wassergrabens, der vermutlich auch um die Vorburg gezogen wurde. Um den Wassergraben befanden sich noch Erdwälle. Die Arbeiten dauerten von 1474 bis 1489. Im folgenden Jahrzehnt wurden nur noch die Gebäude des Wirtschaftshofes in der Vorburg gebaut. Die Anwesenheit Ettlingens in Friedewald war in dieser Zeit selten, und diese Gebäude entstanden ohne dessen Mitwirkung. Da die Gebäude (z. B. der Pallas) nur einige Jahrzehnte später dem Stil der Zeit gemäß umgebaut wurden, sind von den Ettlingischen Bauten lediglich die Türme und der Torbau erhalten. 
Im Jahr 1483 begann Ettlingen mit den Arbeiten an der im Jahre 1469 zerstörten Burg Hauneck, in die er mit seiner Familie auch einzog. Bis in das Jahr 1489 hinein baute er die Burg neu auf. Fast alle Bauten dort gehen auf Ettlingen zurück. Lediglich der Stumpf des Bergfrieds stammt noch von der ersten Burganlage; die Buckelquader im Eckverband verweisen auf die ausgehenden Stauferzeit. Vermutlich hat Ettlingen den Turm nur erniedrigt und mit einem neuen Dach versehen. Hauneck wurde lediglich als Amtsburg wieder aufgebaut, und dabei war ein voll ausgebauter Bergfried wohl nicht mehr notwendig. Da es auf der Burg nach Ettlingen keine größeren Umbauarbeiten mehr gab, sind alle noch erhaltenen Mauern auf ihn zurückzuführen.
Die flächenmäßig größte Höhenburg Hessens, die Burg Herzberg, wurde durch Ettlingen zwischen 1477 und etwa 1500 erbaut. Die alte Burg wurde von Ettlingen mit einer trapezförmigen Ringmauer und mit fünf Türmen umgeben. Vor die alte Burg baute Ettlingen einen Bergfried und an die Hauptangriffsseite eine Vorburg mit Zwinger und vorgelagerten Schanzen. Bereits im 16. Jahrhundert fanden in der Burg Umbauarbeiten statt, und das Niederlegen der alten Burg im 18. Jahrhundert und des Bergfrieds im 19. Jahrhundert führten dazu, dass es keine Wohnbauten mehr aus der Zeit Ettlingens gibt. Vom Bau aus ettlingischer Zeit stammen nur noch die Ringmauern mit den fünf Türmen (ohne die Fachwerkaufbauten) und der Torbau in der Vorburg. Sowohl am Stumpf des Bergfrieds als auch am Gehauer Turm in der Ringmauer ist Ettlingens Wappen zu sehen.
Wie bei der Burg Herzburg, die im Besitz der Herren von Dörnberg ist, arbeitete Ettlingen im Zeitraum zwischen 1477 und 1490 im Auftrag des Hofmeisters und Statthalters, Hans von Dörnberg an der Burg in Neustadt, dem sog. Schloss Dörnberg. Hier steht auch der einzige Bau von Ettlingen, der bis heute unbeschädigt und weitgehend unverändert erhalten geblieben ist, der „Junker-Hansen-Turm“.
Etwa in der Zeit zwischen 1470 und 1497 fanden Aus- und Umbaumaßnahmen am Marburger Schloss statt. Die Rechnungen aus dieser Zeit sind nur sehr lückenhaft überliefert, so dass die direkte Beteiligung Ettlingens nur an den Badestuben am Schloss urkundlich nachweisbar ist. Da er in dieser Zeit Hofbaumeister war, werden ihm aber diese Bauten zugeschrieben. Von besonderer Bedeutung sind hier das „Bollwerk im Graben“ (der Hexenturm) und der Wilhelmsbau, da sie noch weitgehend unverändert die Zeiten überdauert haben. Architektonisch lässt sich der Wilhelmsbau aber nicht zweifelsfrei Ettlingen zuordnen, da profane Vergleichsbauten von Ettlingen fehlen.